# Kläranlage Düsseldorf-Nord
Die Kläranlage Düsseldorf-Nord (manchmal auch Kläranlage Ilverich genannt) ist eine mechanisch-biologische Abwasser-Kläranlage am linken Rheinufer nördlich von Düsseldorf. Das etwa 13 ha große Areal befindet sich in der Gemarkung von Meerbusch-Ilverich, direkt an der Flughafenbrücke der A 44. Die direkt ans Betriebsgelände grenzenden Bereiche liegen überwiegend im Landschaftsschutzgebiet Die Issel, die östlich angrenzenden Bereiche im Naturschutzgebiet Ilvericher Altrheinschlinge.
|  |

Die Kläranlage wurde 1966 errichtet, um die Forderung der Wasseraufsichtsbehörde und des Landeswassergesetzes nach einer zeitgemäßen Abwasserreinigung zu erfüllen. Damals, vor der Gründung der Stadt Meerbusch, wurde das Gelände von Ilverich an Düsseldorf abgetreten. Seit dem Bau wurde die Anlage mehrfach zur Anpassung an gestiegene Anforderungen modernisiert und erweitert.
Die Anlage wird betrieben vom Stadtentwässerungsbetrieb Düsseldorf, bzw. vom Kanal- und Wasserbauamt der Landeshauptstadt Düsseldorf. Sie entsorgt täglich etwa 100.000 m³ Regenabwässer, private und gewerbliche Abwässer. Das Einzugsgebiet umfasst den Norden von Düsseldorf (ab etwa einer Linie Altstadt – Gerresheim; südlich davon geht das Abwasser zum zweiten Düsseldorfer Klärwerk, der Kläranlage Süd in Hamm), den Großteil von Meerbusch und kleine Teile von Erkrath, Kaarst und Neuss, insgesamt entsprechend etwa 600.000 Menschen. Aus den rechtsrheinischen Stadtteilen des Düsseldorfer Nordens wird das Abwasser von Lohausen durch einen fast 1 km langen Düker unter dem Rhein hindurch gepumpt.
Das Klärwerk arbeitet nach dem Belebtschlammverfahren und besteht – wie bei dieser Bauart üblich – grob aus: Rechen, Sandfang, Vorklärbecken, Belebungsbecken und Nachklärbecken. Der anfallende Klärschlamm wird in Faultürmen abgebaut. Der Faulschlamm wird teilweise zur Rekultivierung verwendet, teilweise nach einer Trocknung extern, in einer Kohletrocknungsanlage in Herten, thermisch verwertet. Die Faulgase werden direkt in der Kläranlage in einem Blockheizkraftwerk verbrannt und tragen so zur Deckung des Energiebedarfes der Anlage bei.
Das gereinigte Abwasser wird in den Rhein eingeleitet.

## Trivia
Die Kläranlage diente als Kulisse für den Dreh eine Folge der Krimiserie Tatort mit Götz George als Kommissar Schimanski.